# Franz Hoffmann (Politiker)
Franz Ludwig Hoffmann (* 25. Oktober 1811 in Zeulenroda; † 2. Oktober 1871  in Greiz) war ein deutscher Lehrer, evangelischer Geistlicher und Politiker.

## Leben
Hoffmann war der Sohn des Zeugmachers und Handelskonzessionisten Christian Friedrich Hoffmann in Zeulenroda und dessen Ehefrau Luise Wilhelmine Justine geborene Seidel aus Fröbersgrün. Er war evangelisch-lutherischer Konfession und heiratete am 6. Juni 1843 in Naitschau Sidonie Henriette Knoll (* 7. September 1824 in Greiz; † 5. Juni 1887 in Nürnberg), die Tochter des Regierungs- und Konsistorialregistrators Christian Friedrich Knoll aus Greiz. Der Parlamentarier Eduard Knoll war ein Schwager.
Hoffmann erhielt zunächst Hausunterricht und besuchte dann 1825 bis 1831 das Gymnasium Rutheneum in Gera. 1831 bis 1834 studierte er Evangelische Theologie in Jena. Während seines Studiums wurde er 1831 Mitglied der Jenaischen Burschenschaft.
1834 wurde er Kandidat der Pfarrergemeinschaft „Ministerio“. 1834 bis 1843 war er Informator in Crispendorf und Greiz sowie am fürstlichen Hof als Hauslehrer von Prinz Heinrich XXII. Reuß ä.L. Gleichzeitig eröffnete er eine eigene Schule in Greiz. Ab 1840 war er ehrenamtlich auch Lehrer am Lehrerseminar in Greiz. Dort wurde er 1843 Erster Lehrer und 1847 Seminarinspektor. 1845 förderte er die Greizer Fortbildungsanstalt für Handwerkslehrlinge und junge Handwerker.
1844 wurde er als Vikar zur Aushilfe ordiniert. Im Mai 1854 wurde er zum Archidiaconus und Konsistorialassessor ernannt und am 18. Mai 1861 zum Konsistorialrat im Konsistorium befördert.
Hofmann war Beichtvater der Fürstin Caroline Reuß, die ihn in die Kommission zur Revision der allgemeinen Bürgerschule berief. Er war auch an der Ausarbeitung der Verfassung von Reuß ältere Linie beteiligt.
Politisch vertrat er streng monarchistische und partikularistische Positionen. Vom 9. Dezember 1867 bis zum 31. Dezember 1870 war er (vom Fürsten ernannter) Abgeordneter im Greizer Landtag und dort Alterspräsident.